# Liparetrus pandus
Liparetrus pandus är en skalbaggsart som beskrevs av Britton 1980. Liparetrus pandus ingår i släktet Liparetrus och familjen Melolonthidae. Inga underarter finns listade i Catalogue of Life.